# Loi organique relative à l'application des articles 34-1, 39 et 44 de la Constitution
 (décembre 2016).
Lire en ligne

Texte sur Légifrance

La loi organique du 15 avril 2009 relative à l'application des articles 34-1, 39 et 44 de la Constitution est une loi organique précisant les articles 34-1, 39 et 44 de la Constitution modifiés par la Loi constitutionnelle du 23 juillet 2008.
Elle a été mise en discussion à l'Assemblée nationale en janvier 2009.
L'article 13 du projet de loi, sur le "crédit-temps" et le droit d'amendement, a concentré l'essentiel des désaccords.